# Dialetto pavese
Con dialetto pavese s'intende l'insieme non codificato delle parlate gallo-italiche diffuse nella provincia di Pavia. Il raggruppamento dei dialetti del Pavese sotto un'unica dicitura si presta tuttavia a difficoltà di classificazione, in quanto le diverse varietà locali subiscono l'influenza di quelli di province e regioni confinanti e pertanto mostrano affinità con il piacentino, il piemontese e il ligure.

## Descrizione
Se nel nord della provincia il dialetto è infatti ascrivibile al ramo occidentale della lingua lombarda già da Bereguardo e Landriano, è altresì vero che dal Medioevo la parlata di Pavia e del suo circondario ha assunto tratti emiliani. E pur essendo emersa negli ultimi decenni e tra gli abitanti del capoluogo provinciale la tendenza di assimilare il lessico e certi aspetti morfologici (non però fonetici) del vicino dialetto milanese, risulta però ancora molto chiara l'appartenenza del dialetto originario di Pavia e del suo circondario alla più vasta compagine linguistica che lo accomuna non soltanto alle parlate dell'adiacente Lomellina, ma anche a quelle di Voghera e più in generale ai dialetti dell'Oltrepò Pavese, di tipo emiliano. Ciò emerge, ad esempio, nel lavoro di A. Annovazzi, autore nel 1934 del Nuovo Vocabolario Pavese-Italiano, nel quale si è cercata la parlata originaria piuttosto nella periferia, e in particolare in Borgo Ticino, che nel centro cittadino.

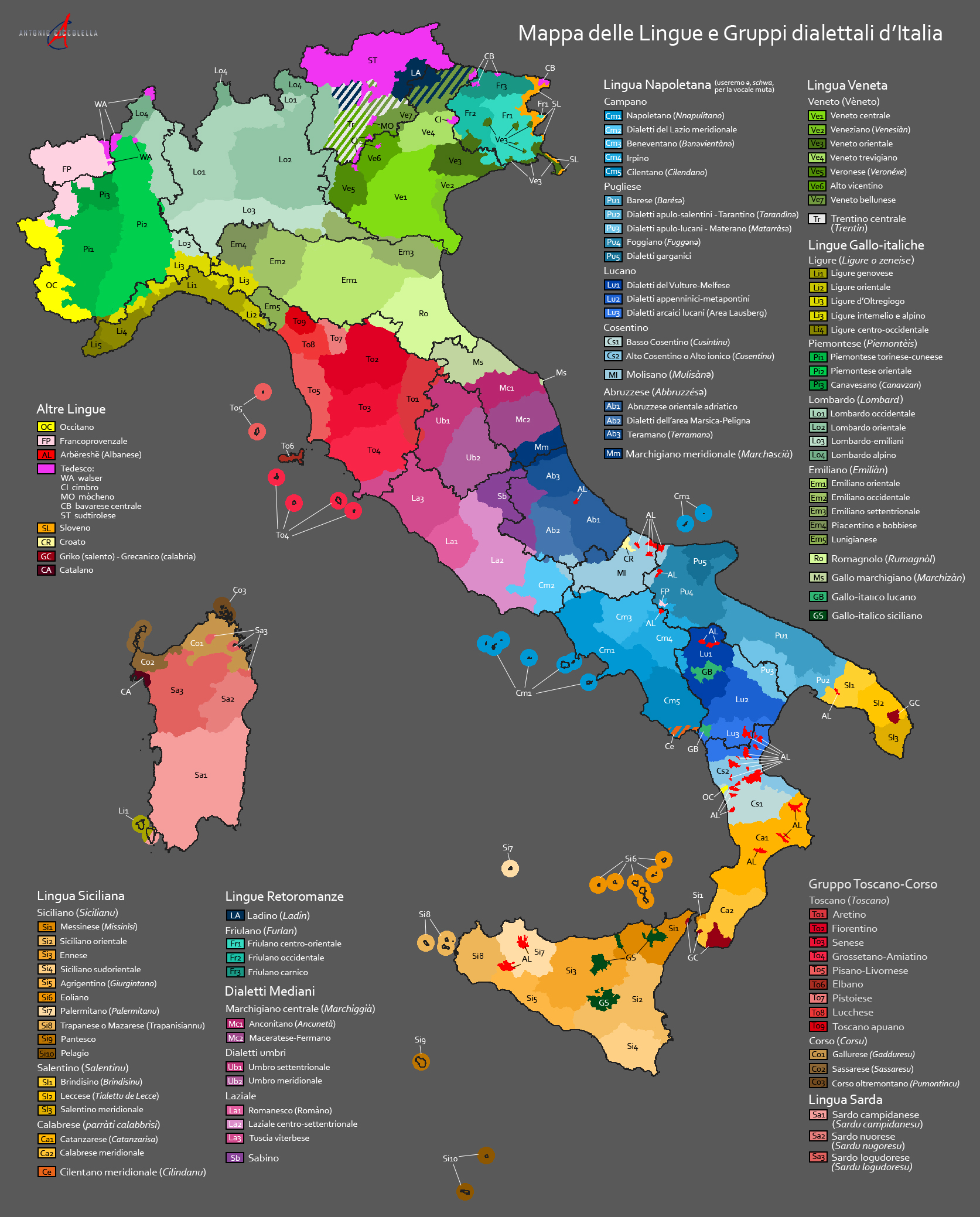
Lingue e dialetti in Italia. La parte settentrionale del Pavese rientra nell'area lombarda mentre la parte centro-meridionale nell'area lombardo-emiliana

Ancora, bisogna osservare che, da un punto di vista fonetico, e quindi più basilare, la maggiore somiglianza tra il pavese urbano e i maggiori dialetti vicini è senza dubbio con il piacentino e le varianti emiliane estese fino al solco del fiume Taro, che limita ad est il dominio della ü lombardo-piemontese. Questo fatto giustifica la singolare, ma in definitiva convincente, aggregazione del pavese al variegato gruppo emiliano-romagnolo, proposta già nel 1853 da Bernardino Biondelli in Saggio sui dialetti gallo-italici. Biondelli lo definisce infatti «suddialetto del piacentino, alquanto misto di lombardo». I tratti emiliani erano appunto riconosciuti come distintivi del dialetto cittadino di Pavia almeno nell'Ottocento. Biondelli evidenzia inoltre alcune nette particolarità emiliane nel dialetto di Broni, nell'Oltrepò Pavese, che non permettono di annoverarlo nel gruppo lombardo occidentale al quale è comunque affine. Giovan Battista Pellegrini individua nell'area linguistica emiliano-romagnola una sezione "vogherese-pavese", di transizione verso vari dialetti.
Tuttavia, quello in uso a Pavia e dintorni è da alcuni considerato oggi come un dialetto lombardo per la forte influenza esercitata dal milanese, nonostante quella che è stata l'evidente continuità con il piacentino. Studi più recenti suggeriscono che i tratti che il pavese condivide con il piacentino, cioè quelli che hanno determinato la tradizionale aggregazione del pavese all'emiliano, sono però generalmente piemontesi e non emiliani.
D'altra parte l'ambito fonetico del pavese continua in provincia di Alessandria nel Tortonese (dove confina con i dialetti della lingua piemontese che iniziano con il dialetto alessandrino), né si può trascurare la sostanziale continuità tra la parlata della Lomellina e quella del soprastante novarese. In conclusione si può affermare che il pavese si trova ben collocato in una zona di transizione soprattutto in direzione est-ovest, o meglio sudest-nordovest, tra i dialetti emiliani e quelli piemontesi. Maggiore discontinuità, soprattutto dal punto di vista fonetico, si ha invece con i dialetti lombardi. Ad esempio il pavese si distingue in special modo dal milanese per la presenza così caratteristica della a chiusa (á) che risulta sostanzialmente identica alle e debole o indistinta (scevà), che sostituisce spesso la è milanese, come nell'articolo determinativo maschile, èl in milanese, ál in pavese (questa caratteristica lo accomuna invece al piacentino). Verso la montagna oltrepadana il pavese trapassa rapidamente sia nel dialetto bobbiese che nel ligure (la parlata di Varzi, alquanto dissimile anche da quella della vicina Voghera, è l'estremità meridionale del pavese, mentre i dialetti dell'area soprastante sono ormai liguri).
Pertanto il pavese, come il piacentino, occupa un ruolo centrale nell'ambito delle parlate gallo-italiche, confinando con tutti e quattro i gruppi in cui esse si usano dividere. Potrebbe essere considerato l'esempio centrale e più caratteristico dell'intero gruppo gallo-italico, laddove invece, per motivi accidentali dovuti alle suddivisioni politiche e amministrative, sembra relegato in una posizione periferica e ad apparire un ibrido tra le parlate rese più note dall'uso in più importanti aggregazioni urbane.
Come detto, all'interno dell'ampio territorio della provincia di Pavia, la parlata non appare comunque omogenea: a parte la difformità già notata della più alta zona montana, le differenze riguardano non la fonetica (se non in qualche area limitata, vedi per esempio l'assenza della eu sostituita sistematicamenta dalla o chiusa in un'area della pianura tra Broni e il Po), ma piuttosto la morfologia. Le diverse aree possono essere identificate in base all'influenza esercitata delle lingue emiliano-romagnola, lombarda e ligure, quest'ultima particolarmente incisiva nell'alta Valle Staffora. Tuttavia, è stata osservata la presenza di una forma di koinè passiva pavese-vogherese, che porta all'attenuazione delle differenze più marcate dei dialetti della provincia. Tale fenomeno è considerato tipico di alcune aree dialettali miste o intermedie e di complessa classificazione.

## Fonologia e grafia
Il dialetto pavese, rispetto all'italiano e anche rispetto ai dialetti vicini, possiede un maggior numero di suoni vocalici e un minor numero di suoni consonantici.
Per quanto riguarda le vocali, oltre ai sette suoni vocalici dell'italiano (comprese le forme aperta e chiusa della e e della o), possiede la u chiusa (ü), la o turbata (ö, da taluni scritta eu), in comune con il lombardo e il piemontese e alcuni dialetti emiliani. Inoltre, con il piacentino condivide la a chiusa (á) che svolge anche la funzione di e indistinta o molto aperta. Caratteristica del pavese, anche qui in misura anche maggiore rispetto ai dialetti vicini, è l'esistenza di molti di questi suoni solo in posizione tonica, mentre in posizione atona esistono solo la a chiusa, la i, la u, la u chiusa, e solo raramente la e chiusa. In tal modo, se nella flessione o nella derivazione delle parole una vocale tonica diventa atona, decade in una di queste ultime vocali o scompare (fenomeno linguistico detto sincope, molto comune nell'emiliano-romagnolo. In particolare, tutte le o (chiusa, aperta e turbata) decadono in u, la a aperta decade in a chiusa (o meglio in a atona, semichiusa, verso cui converge anche la a chiusa), la e aperta in a chiusa e la e chiusa in i.
Per quanto riguarda le consonanti, rispetto all'italiano il dialetto pavese manca, delle doppie o geminate come gli altri dialetti gallo-italici, della z, del suono gl , e in comune con il piacentino del suono sc che è invece presente in milanese (es: signora = sciura in milanese, siura in pavese).
Non esiste una grafia standard per il dialetto pavese; quella usata dall'Annovazzi nel suo Dizionario Pavese-Italiano può servire (data la sostanziale omogeneità fonetica di quasi tutta la Provincia) per scrivere la maggior parte delle parlate locali del territorio pavese.

## I verbi in pavese

### Verbo essere
- Indicativo presente: mì sum, tì 't seet, lü l'è, nüm a suma, vialtar siv, lur i henn.
- Indicativo imperfetto: mì seri, tì 't serat, lü l'era, nüm a seram, vialtar serav, lur i eran.
- Indicativo futuro: mì säroo, tì 't sareet, lü 'l sarà, nüm a saruma, vialter sarii, lur i saran.
- Congiuntivo presente: che mì sia, che tì 't siat, che lü 'l sia, che nüm a siam, che vialter sii, che lur i sian.
- Congiuntivo imperfetto: che mì seri, che tì 't serat, che lü l'era, che nüm seram, che vialter serav, che lur i eran.
- Condizionale presente: mì sarissi, tì 't sarissat, lü 'l sarissa, nüm a sarissam, vialter sarissav, lur i sarissan.
- Infinito presente: vess.
- Participio passato: stat.

### Verbo avere
- Indicativo presente: mì gh'hoo, tì 't gh'eet, lü 'l gh'ha, nüm gh'uma, vialtar gh'ii, lur i gh'han.
- Indicativo imperfetto: mì gh'avivi, tì 't gh'avivat, lü 'l gh'aviva, nüm gh'avivam, vialtar gh'avivav, lur i gh'avivan.
- Indicativo futuro: mì gh'avroo, tì 't gh'avreet, lü 'l gh'avrà, nüm gh'avruma, vialtar gh'avrii, lur i gh'avran.
- Congiuntivo presente: che mì gh'abia, che tì 't gh'abiat, che lü 'l gh'abia, che nüm gh'abiam, che vialtar gh'avii, che lur i gh'abian.
- Congiuntivo imperfetto: che mì gh'avissi, che tì 't gh'avissat, che lü 'l gh'avissa, che nüm gh'avissam, che vialtar gh'avissav, che lur i gh'avissan.
- Condizionale presente: mì gh'avrissi, tì 't gh'avrissat, lü 'l gh'avriss, nüm gh'avrissam, vialtar gh'avrissav, lur i gh'avrissan.
- Infinito presente: avégh/'végh.
- Participio passato: avüü.

### Prima coniugazione
- Indicativo presente: mì guardi, tì 't guardat, lü 'l guarda, nüm guardam, vialtar guardii, lur i guardan.
- Indicativo imperfetto: mì guardavi, tì 't guardavat, lü 'l guardava, nüm guardavam, vialtar guardavav, lur i guardavan.
- Indicativo futuro: mì guardaroo, tì 't guardareet, lü 'l guardarà, nüm guardaruma, vialtar guardarii, lur i guardaran.
- Congiuntivo presente: che mì guardi, che tì 't guardat, che lü 'l guarda, che nüm guardam, che vialter guardii, che lur i guardan.
- Congiuntivo imperfetto: che mì guardassi, che tì 't guardassat, che lü 'l guardass, che nüm guardassam, che vialtar guardassav, che lur i guardassan.
- Condizionale presente: mì guardarissi, tì 't guardarissat, lü 'l guardariss, nüm guardarissam, vialtar guardarissav, lur i guardarissan.
- Infinito presente: guardà
- Participio passato: guardaa.

### Seconda coniugazione
- Indicativo presente: mì scrivi, tì 't scrivat, lü 'l scriva, nüm scrivam, vialtar scrivii, lur i scrivan.
- Indicativo imperfetto: mì scrivivi, tì 't scrivivat, lü 'l scriviva, nüm scrivivam, vialtar scrivivav, lur i scrivivan.
- Indicativo futuro: mì scrivaroo, tì 't scrivareet, lü 'l scrivarà, nüm scrivaruma, vialtar scrivarii, lur i scrivaran.
- Congiuntivo presente: che mì scrivi, che tì 't scrivat, che lü 'l scriva, che nüm scrivam, che vialtar scrivii, che lur i scrivan.
- Congiuntivo imperfetto: che mì scrivarissi, che tì 't scrivarissi, che lü 'l scrivariss, che nüm scrivarissam, che vialtar scrivarissav, che lur i scrivarissan.
- Condizionale presente: mì scrivariss, tì 't scrivarissat, lü 'l scrivariss, nüm scrivarissam, vialtar scrivarissav, lur i scrivarissan.
- Infinito presente: scriv.
- Participio passato: scrit.

### Terza coniugazione
- Indicativo presente: mì senti, tì 't sentat, lü 'l senta, nüm sentam, vialtar sentii, lur i sentan.
- Indicativo imperfetto: mì sentivi, tì 't sentivat, lü 'l sentiva, nüm sentivam, vialtar sentivav, lur i sentivan.
- Indicativo futuro: mì sentaroo, tì 't sentareet, lü 'l sentarà, nüm sentaruma, vialtar sentarii, lur i sentaran.
- Congiuntivo presente: che mì senti, che tì 't sentat, che lü 'l senta, che nüm sentam, che vialtar sentii, che lur i sentan.
- Congiuntivo imperfetto: che mì sentissi, che tì 't sentissat, che lü 'l sentiss, che nüm sentissam, che vialtar sentissav, che lur i sentissan.
- Condizionale presente: mì sentarissi, tì 't sentarissat, lü 'l sentariss, nüm sentarissam, vialtar sentarissav, lur i sentarissan.
- Infinito presente: sentì/sëntì/sent.
- Participio passato: sentii.

## Esempi di dialetto

### Differenze fra il dialetto cittadino e quello del Basso Pavese
| paves arius | paves de cità | milanes  |
| lüchët      | lüchet        | lüchet   |
| lüéi        | lüvin         | lüvin    |
| madzina     | medesina      | medesina |
| mantuäna    | mantuana      | mantuana |
| nissöi      | nissün        | nissün   |

### Brani in dialetto pavese
Gh'era ona volta on òm, ch'äl gh'ìva dü fiö.

E 'l minór l'ha dit a sò pàdär: "Papà, ch'äl mä daga quäl ch'äm toca 'd mè part!" E lü l'ha spartii la sostänza in tra i dü fiö.

E dä lì a poch dì, dopo avè fat sü fagòt, äl minór l'è 'ndat pr'äl mond int on paìs lontän, e là l'ha trat via tütcòss int i vizi.

Bernardino Biondelli, Saggio sui dialetti Gallo-Italici, pag. 246

### Una nuvela del Bucasc

#### Pavia
Mei disi donca che quand gh'era äl prim re 'd Cipri, dop che Gotifred äd Büglion l'ha guadagnaa Tera Santa, è sücess che una siurena nobila l'è andata in pelegrinagg äl Sepolcar e, 'gnind indree, quand l'è rivaa a Cipri, l'ha truvaa di balusson ch'l'han trataa propri da can. E lee, sentend tüt äl dispiasé, sensa nanca un'anma ca la cunsulàss, gh'è 'gnid in ment d'andà dal re e fà föra i sò rason: ma gh'è stat quaich d'üi ca gh'ha dit dit ch'la trava via 'l fiaa, parchè lü äl menava una vita gnent afat bona e 'l fava gnent äd bei; ansi, vigliach com l'era, äl sufriva e 'l cunsidrava par gnint i ingiüri che i altar ägh fasivan a lü, in manera che quai ca gh'aviva dispiasé con lü, a 's vendicavan fandagh di ingiüri. E la dona, sentend 'sta roba, sicome la gh'aviva nessüna speransa da pudé utegn giüstisia, par 'végh da cunsulàss dal sò dispiasé, l'ha guardaa bei äd tirà a dla sua 'l re, e l'è andata da lü. Quand l'è stata là, piangind davanti a lü, la gh'ha dit: "O 'l mè car siur, mei son chì davanti a tì no par vendëta äd l'ingiüria ch'm'han fat, ma par 'végh un poo 'd sudisfasion äd quäla, ät preghi d'insegnàm com at fee a sufrì quëi ingiüri che senti ch'i altar a 't fan, parchè insì, imparand da tì, pössa anca mei regulàm e supurtà la mé part äd pasiensa, che a la sa 'l Signor, se mei pudiss fa, ät regalariss vulentera, dal mument che tì 't see insì brav äd supurtàla".

Äl re, che fen alora l'era sempar stat pultron e pigar fen ai oss, comé ch'äl se füss dassdaa, cuminciand ad l'ingiüria fata a 'sta dona, che con rigor l'ha vendicaa, l'ha pensaa da mët a pan e pëss tüti quëi che 'ndand inans avissan fat quaicoss contra 'd lü.

Giovanni Papanti, Parlari italiani in Certaldo, 1875, pag. 349-350

#### I numeri
1. vûn/vûna
2. dü/du
3. tri/trii
4. quatar
5. cinch
6. ses
7. set
8. vot
9. növ
10. des
11. vûndas
12. dudas
13. trédàs
14. quatordàs
15. quindas
16. sedas
17. darset
18. dasdot
19. dasnöv
20. vint

#### Il Padre Nostro
Padar Nostar che t'see int i ciel

ca'l sia santificà 'l to nom

ca 'l vegna 'l to regn

ca sia fata la to vuluntà

insì in ciel tant che in tera

### I mesi dell'anno
- Genar
- Febrar
- Mars
- April
- Magg
- Giügn
- Lüj
- Agust
- Setembar
- Utubar
- Novembar
- Dicembar

### I giorni della settimana
- Lünidì
- Martidì
- Marculdì
- Giuedì
- Vanardì
- Sabat
- Duminca

### Proverbi

#### Proverbi della Bassa pavese
Pruerbi dla zona 'd Santa Cristina e Miradolo Terme:
- Lä lengua lä gh'hä no i oss, ma s'jä fa rump.
- Bisògna végh 'mar in buca e spüdà duls.
- Ogni fiö al vegna äl mund cul sò cavagnö.
- Bisògna fà 'l pass secundä a la gämba.
- Chi gh'ha i fiö in cüna 's na fa növa da nissüna.
- L'è mej fà invidia che pietà.
- Lä galinä ca gira pär cà s' lä mangiä nò, l'avrà mangiaa.
- Lä gatä malfidentä quäl ch'lä fa, lä pensä.
- Pän e pagn, i è bòn cumpagn.
- A vess vestii cun la roba di altär s'è sempär biut.
- Indè ca 'gh n'è, ägh na va.
- Lä tròpa cunfidensa lä fa perd la riverensa.
- Quand l' è a se cal quasi basta tucal pu se no al sa guasta.
- Äl büs dla gula l'è strèt, mä 'gh passa cà e tecc.
- Suta al capanei gh' è pan e vei.
- Chi vör fà a sò möd, äl mangia la minestra e pö äl beva äl bröd.
- Äl tròp al strupia.

#### Proverbi di Pavia
- I ciaciar e i candiler ad lëgn ja ciapan nänca al mont d pietà.
- L'ustaria dal carnee, chi na vöö 's na porta 'dree.
- Grama cla cavagna ch'la vegna nò bona una volta a l'an.
- Ciel fat a pän, piöva nò incö, piöva dumän.
- Svelt al fögh, svelt al cögh.
- A fà crëta par ch'as stëta, quänd che pö 's gh'ha da pagà, par ch'agh sia da crepà.
- O picula o grossa, ognidün gh'ha la sò crus.
- Chi l'è che gh'ha la cuva 'd paja, 'l gh'ha pagüra ch'la 'gh brüsa.
- Chi lavura pr'al cumün, al lavura par nessün.
- Chi è 'd cussiensa, 'd roba 'l resta sensa.
- Chi nöda 'l mes d'agust, nöda a sò mal cust.
- Se 'l scörs al ga vediss e la lipra la 'gh sentiss, poca gint as salvariss.
- Al bunura 'l va nò a lumentàss a cà del tardi.
- Gesü Crist ja mëta al mond, pö ja cumpagna: un macaron e 'na lasagna.
- Magg, adagg adagg.
- Un fargüj ad mal, bsogna mëtal in sun pal.
- Un poo pr'öi fa mal a nissöi.
- Mars marsët, pr'al caméi tegna 'l suchët.
- Mars marsot, longh al dì cumpagn dla not.
- I mascar as fan ad Carnuval.
- Nadal, al pass d'un gal.
- Nadal sulon, Carnuval tison.
- Cul temp e la paja madüra i nespul.
- Nuvel nuvel, tütcoss l'è bel.
- Pän de nus, mangià da spus.
- L'è mej un öv incö che 'na galina dumän.
- Pänsa pina pensa nò par quëla vöda,
- Pän e pagn henn bon cumpagn.
- Al pän di altar al gh'ha set crust.
- Parent ad soca, tüt al mond al cioca; parent ad calson, stän bei föra di cujon.
- D'inveran i plarö vegnan filatul.
- La ponta 'd pet l'è nò carna da pueret.
- 'Vègh i puf e pagài nò l'è tant 'me nänca 'vèghi.
- Tüt i ravlö a msüra dla buca 's pöda nò 'vèghi.
- Pänsa pina la vör ripos.
- L'amnestra riscaldaa la va bei nò.
- L'è mej 'gnì russ ad la vargogna che verd ad la rabia.
- Saraa un üss, as vera una fnestra.
- Tüt i sant agh vör la sò candila.
- Süch e mlon a la sò stagion.
- L'è mej vess sul che mal cumpagnaa.
- Chilè ch'gh'ha la forsa da gà, gh'ha la forsa 'nca da supurtà.
- Al Signur al da la tëgna e 'l capel da quatàla.
- Al temp e al cüü 'l fa quël ch'al vör lü.
- Quëi dal capel a trii canyon, s'i gh'hän bei tort vöran 'vègh ragion.
- Quël ch'a va nò in söla, va in tümera.
- Par fà un urdin agh vör un disurdin.
- A tüt i urluch agh par bei i sò urluchin.
- L'è mej un üsé in män che cent in aria.
- Varnis e stüch stopa i ogg ai mamalüch.
- Agh piasariss a tüt vess bei, vess siur e vess gränd.
- April, tüt i dì 'n baril.
- April, nänca un fil.
- L'aqua la fa marsì i duv, al vei nò.
- L'aqua da paisän la par nò e la bagna 'l gabän.
- Guardèv bei dai avucat, specialmente s'a gh'ii ragion.
- Sta mal un rat in buca al gat, ma pegg un om in män a l'avucat.
- Al bel al sa mängia nò.
- La roba püssee bela l'è quëla ch'a pias.
- Tüt i mort ch'a va a la büsa i gh'han tüti la sò scüsa.
- Fà 'l siur sensa entrada, l'è 'na vita buzzarada.

(tratto da: Aristide Annovazzi, Nuovo Vocabolario Pavese-Italiano, Pavia, 1934).

#### Proverbi sui mesi
- In giänar, pr'äl frägg zelä i crov.
- Äd fäbrar tegnä bon äl tabär.
- Pär tüt fäbrà, gnent in däl praa.
- Cun fäbrar che fa la brinä, semp i vach ä lä cässinä.
- Äpril näncä un fil, magg ädagg, giügn slargä 'l pügn.
- Giügn l'è 'l mes ch'marüdä i sires.
- Mes äd giügn, lävur dä mat pär furment, féi e bigat.
- chi dromä äl mes d'ägust, äl dromä ä sò mal cust.
- Aquä 'd nuembär, nev äd dicembär; zee äd giänar, rmol äd fäbrar.

#### Altri proverbi pavesi
- A San Michel la merenda la vula in ciel.
- Sant'Agnesa la lüserta la va sü par la siresa.
- Al sù 'd febrar 'l fa andà la muiee a l'uspidal.
- Sa piöva al dì 'd Sant'Ana, piöva un mes e 'na stmana.
- Al prim ch' l'ha lavuraa l'è mort, ma chi 'l fa gnent gh'ha la stessa sort.
- Con l'amur a 's fa nò buì la pignata.
- A lavurà a 's mangia, a lavurà nò a 's dzuna.
- A dàgh adree a 's finissa ogni mastee.